# Temotu (Marakei)
Temotu ist ein Ort mit einer Landfläche von 0,17 km² auf dem Marakei-Atoll in den zum Inselstaat Kiribati gehörenden Gilbertinseln im Pazifischen Ozean. 2020 hatte der Ort 134 Einwohner.

## Geographie
Temotu liegt im Nordwesten von Marakei südlich des Hauptortes Rawannawi. Im Ort gibt es ein traditionelles Versammlungshaus (Temotu Maneaba).

## Klima
Das Klima ist tropisch heiß, wird jedoch von ständig wehenden Winden gemäßigt. Ebenso wie die anderen Orte des Marakei-Atolls wird Temotu gelegentlich von Zyklonen heimgesucht.